# NCSM Nanaimo (MM 702)
Pour les autres navires du même nom, voir NCSM Nanaimo.
Le NCSM Nanaimo (MM 702) est un navire de défense côtière canadien de la classe Kingston.
Le NCSM Nanaimo a été mis en chantier le 11 août 1995 au chantier naval The Halifax Shipyard situé à Halifax. Lancé le 17 mai 1996, il est affecté aux Forces maritimes du Pacifique depuis le 10 mai 1997.
Il porte le nom de la ville de Nanaimo, en Colombie-Britannique.